# Alter ego (film 1993)
Alter ego (Doppelganger) è un film statunitense del 1993 diretto da Avi Nesher.

## Trama
Holly Gooding si trasferisce a Los Angeles per visitare il fratello in una clinica psichiatrica e affitta la stanza dall'aspirante scrittore Patrick Highsmith, che ha bisogno di soldi per evitare lo sfratto, ma si scopre che si tratta di uno pseudonimo.